# Agricultura industrial

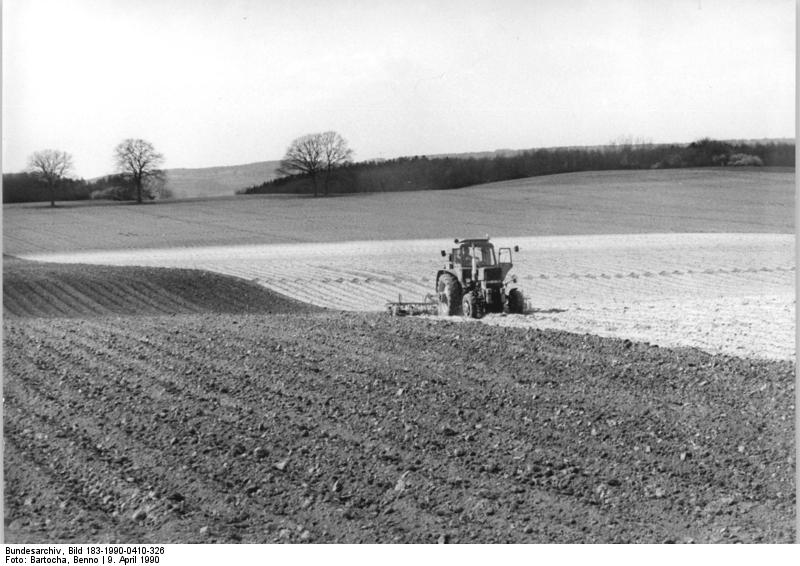
Agricultura industrialitzada d'una cooperativa de producció agrícola a la República Democràtica Alemanya 1990

L’agricultura industrial (també anomenada agroindústria) és un tipus d'agricultura que utilitza mètodes de producció específics de la indústria. Els mètodes de l’agricultura industrial inclouen innovació en maquinària agrícola i mètodes agrícoles, enginyeria genètica, tècniques per aconseguir economies d'escala en la producció, la creació de nous mercats per al consum, l'aplicació de protecció de patents per a la informació genètica i comerç global. Aquests mètodes són generalitzats a les nacions desenvolupades i són cada vegada més habituals a tot el món. La majoria de carn, làctics, ous, fruites i verdures disponibles al supermercat es produeixen utilitzant aquests mètodes d’agricultura industrial.

## Descripció
Les empreses industrials agrícoles es caracteritzen per un alt grau d’especialització, l’ús de processos tècnics, un elevat consum de capital i d’energia, una alta productivitat i la transició a la producció en cadena normalitzada. El desenvolupament vers l’agricultura industrialitzada no només afecta noves empreses, sinó que antigues empreses familiars també estean adoptant aquesta estratègia. Als Estats Units, el procés s'ha generalitzat a la majoria d’establiments.
En un sentit ampli, tots els sistemes agrícoles en què s'utilitzen màquines s'anomenen sistemes industrials. D'aquesta manera, s'oposen a les formes tradicionals d'agricultura, els treballs dels quals són realitzats exclusivament pel treball humà i, si cal, pel treball animal.
Les empreses agrícoles són bàsicament grans empreses. Helmut Klüter de l'Institut de Geografia i Geologia de la Universitat de Greifswald ha quantificat aquestes mides mínimes. Estableix que són empreses industrials les instal·lacions ramaderes amb més de 500 bovins (GV) i / o més de 2000 porcs o més de 380 truges amb 3000 garrins i / o més de 9000 animals d’aviram, per la qual cosa l’ocupació d’un sistema estable no supera els 600 animals. També ho són les explotacions agrícoles amb més de 500 hectàrees.
La producció agrícola industrial s'associa a la provocació de canvis en ecosistema. Hi ha una disminució de la biodiversitat i una manipulació artificial i unilateral de l'equilibri ecològic a favor dels cultius i dels animals. Les causes són la creació de monocultius i l’ús massiu de pesticides. El paisatge també ha de tenir una forma "apta per a la màquina", de manera que les estructures naturals (estanys, franges marginals, horts) s'eliminin sovint. Aquests paisatges agrícoles se solen anomenar "estepes agrícoles".
L’agricultura rural s'esmenta sovint com una alternativa a l’agricultura industrial. L'existència d'una granja és típica de l’agricultura rural. Una granja es caracteritza principalment pel fet que l’agricultor sol viure als locals de l'empresa.

## Dret ambiental
Hi ha diverses legislacions ambientals, com l'alemanya, que estableixen que si la població animal (prevista) d'una empresa ramadera supera un determinat llindar té l’obligació de fer una avaluació d’impacte ambiental si el propietari abans d'ampliar l'empresa o construir nous estables. Els establiments que superen el llindar es classifiquen com a "grans instal·lacions ramaderes comercials".

## Animals
Les "operacions concentrades d'alimentació animal" o les "operacions ramaderes intensives" poden albergar un gran nombre (algunes fins a centenars de milers) d'animals, sovint en interiors. Aquests animals solen ser vaques, porcs, galls dindis o pollastres. La característica distintiva d'aquestes granges és la concentració de bestiar en un espai determinat. L'objectiu de l'operació és produir la quantitat més gran de carn, ous o llet al menor cost possible i amb el major nivell de seguretat alimentària.
Els aliments i l'aigua se subministren al lloc i sovint s'utilitzen mètodes artificials per mantenir la salut animal i millorar la producció, com l'ús terapèutic d'agents antimicrobians, suplements vitamínics i hormones de creixement. Les hormones de creixement no s'utilitzen en la producció de carn de pollastre ni s'utilitzen a la Unió Europea per a qualsevol animal. A la producció de carn, de vegades també s'utilitzen mètodes per controlar comportaments indesitjables que sovint es relacionen amb l'estrès d'estar confinat en àrees restringides amb altres animals. Es busquen races més dòcils (amb comportaments naturals dominants, per exemple), restriccions físiques per aturar la interacció, com gàbies individuals per a pollastres, o animals modificats físicament, com desbarbar els pollastres per reduir el dany de les baralles. L'augment de pes es veu afavorit per la provisió de subministraments d'aliments abundants als animals que es reprodueixen per augmentar de pes.
La designació "operació d'alimentació d'animals confinats" als EUA va ser resultat de la Llei Federal d'Aigua Neta de 1972 d'aquell país, que es va promulgar per protegir i restaurar llacs i rius a una qualitat "apta per pescar i nedar ". L'Agència de Protecció Ambiental dels Estats Units (EPA) va identificar certes operacions d'alimentació animal, juntament amb molts altres tipus d'indústria, com a fonts puntuals de contaminació de les aigües subterrànies. Aquestes operacions van ser designades com a CAFO i subjectes a una regulació especial contra la contaminació.
En 17 estats dels EUA, s'han relacionat casos aïllats de contaminació de l'aigua subterrània amb les CAFO. Per exemple, els deu milions de porcs de Carolina del Nord generen 19 milions de tones de deixalles a l'any. El govern federal dels Estats Units reconeix el problema de l'eliminació de deixalles i exigeix que les deixalles animals s'emmagatzemin a llacunes. Aquestes llacunes poden tenir fins a 30.000 m². Les llacunes que no estan protegides amb un revestiment impermeable poden filtrar les deixalles a l'aigua subterrània en algunes condicions. Una llacuna que va esclatar el 1995 va alliberar 95 milions de litres de fang nitrós al New River de Carolina del Nord. El vessament suposadament va matar de vuit a deu milions de peixos.
La gran concentració d'animals, deixalles animals i animals morts en un petit espai planteja problemes ètics per a alguns consumidors. Els activistes pels drets dels animals i el benestar dels animals han denunciat que la cria intensiva d'animals és cruel amb els animals. A mesura que esdevenen més comunes, també ho fan les preocupacions sobre la contaminació de l'aire i les aigües subterrànies, i els efectes en la salut humana de la contaminació i l'ús d'antibiòtics i hormones de creixement.
Segons els Centres per al Control i la Prevenció de Malalties (CDC) dels EUA, les granges en què es crien animals de manera intensiva poden provocar reaccions adverses a la salut dels treballadors agrícoles. Els treballadors poden desenvolupar malalties pulmonars agudes i cròniques, lesions musculoesquelètiques i poden contraure infeccions que es transmeten dels animals als éssers humans. Aquest tipus de transmissions, però, són extremadament rares, ja que les malalties zoonòtiques són infreqüents.

## Cultiu de grans
Els projectes dins de la Revolució Verda van difondre tecnologies que ja existien, però que no havien estat àmpliament utilitzades fora de les nacions industrialitzades. Aquestes tecnologies van incloure pesticides, projectes de reg i fertilitzants nitrogenats sintètics.
El nou desenvolupament tecnològic de la Revolució Verda va ser la producció del que alguns van anomenar "llavors miraculoses". Els científics van crear varietats de blat de moro, blat i arròs que generalment es coneixen com VAR o "varietats d'alt rendiment". Les VAR tenen un potencial d'absorció de nitrogen més gran en comparació amb altres varietats. Atès que els cereals que absorbien nitrogen extra normalment es doblegaven o queien abans de la collita, es van introduir gens semi nans en els seus genoma. El blat Norin 10, és una varietat desenvolupada per Orville Vogel a partir de varietats japoneses de blat nan, va ser fonamental en el desenvolupament de cultivars de blat de la Revolució Verda. IR8, el primer arròs VAR àmpliament implementat desenvolupat per l'Institut Internacional de Recerca de l'Arròs, va ser creat a través d'una cruïlla entre una varietat indonèsia anomenada "Peta" i una varietat xinesa anomenada "Dee Geo Woo Gen."
Amb la disponibilitat de genètica molecular en Arabidopsi i arròs, els gens mutants responsables (alçada reduïda (rht), insensible a la giberelina (gai1) i arròs esvelt (slr1)) s'han clonat i identificat com a components de senyalització cel·lular de l'àcid giberèlic, una fitohormona involucrada en la regulació del creixement de la tija a través del seu efecte sobre la divisió cel·lular. El creixement de la tija en el fons mutant es redueix significativament, la qual cosa condueix al fenotip nan. La inversió fotosintètica a la tija es redueix dràsticament ja que les plantes més curtes són inherentment més estables mecànicament. Els assimilats es redirigeixen a la producció de cereal, amplificant en particular l'efecte dels fertilitzants químics sobre el rendiment comercial.
Els VAR superen significativament les varietats tradicionals en presència de reg, pesticides i fertilitzants adequats. En absència d'aquests insums, les varietats tradicionals poden superar les d'alt rendiment. Una crítica de les VAR és que es van desenvolupar com a híbrids F1, la qual cosa significa que un agricultor els ha de comprar cada temporada en lloc de guardar-los de temporades anteriors, cosa que augmenta el cost de producció del agricultor.

## Crítica

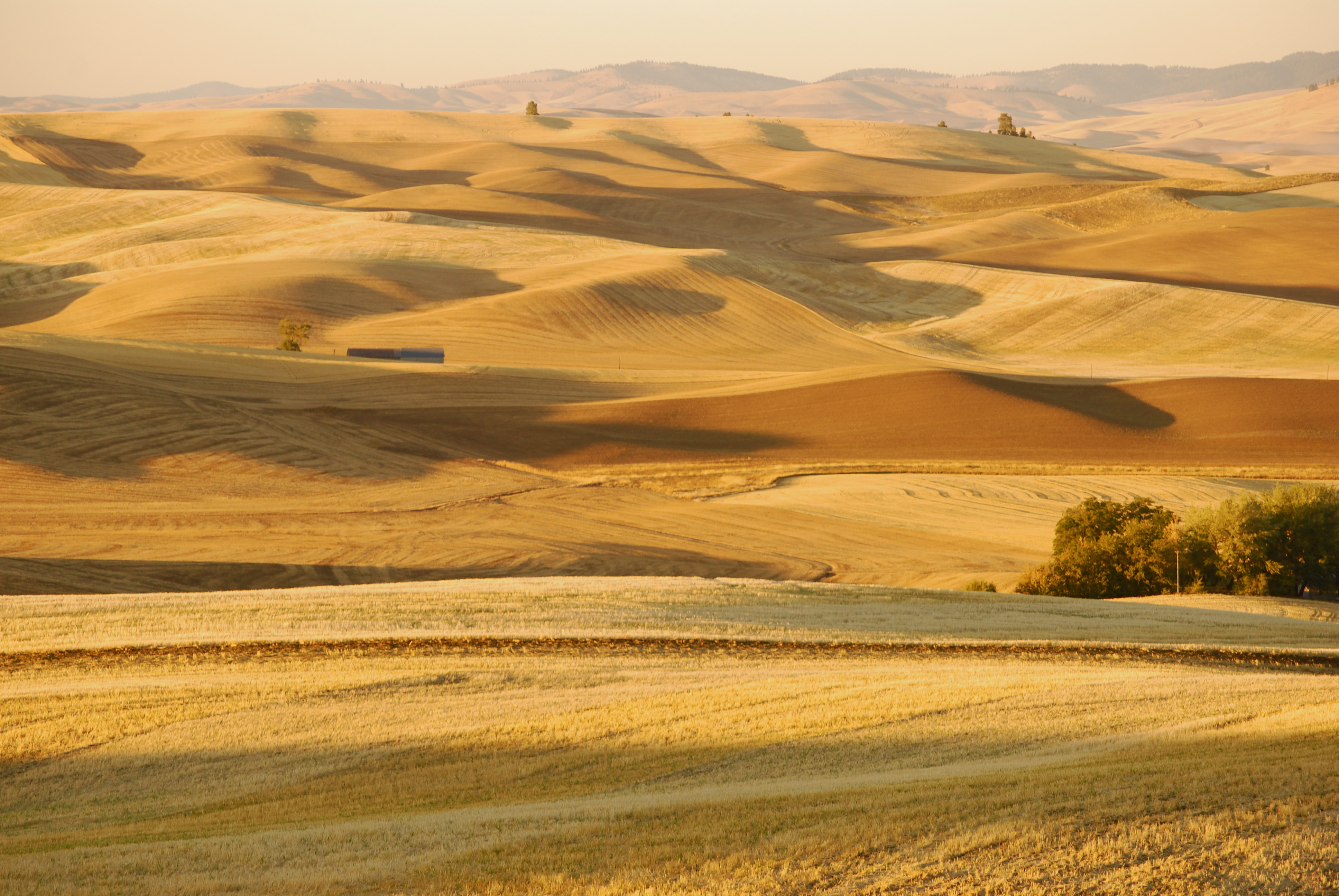
"Estepa agrícola" molt pobra en espècies a la regió de Palouse (EUA)

La industrialització de l’agricultura sovint s'associa amb monocultius i intensificació. Els efectes ecològics inclouen, sobretot, la compactació del sòl, l'erosió del sòl, la salinització del sòl i la penetració d'agroquímics a les aigües subterrànies. L’ús extensiu de pesticides en l’agricultura industrial danya en gran manera els ecosistemes i redueix la biodiversitat. L’ús de pesticides és en part responsable de la disminució de les abelles (salvatges) i altres insectes, la mort d’ocells i la contaminació de les aigües subterrànies i del sòl. A més, hi ha qüestions relacionades amb el benestar dels animals en relació amb l’agricultura industrial.
Diversos grups de científics, com els 400 científics que van redactar l’Informe Mundial sobre l’Agricultura UNCTAD, de l'Acadèmia Alemanya de Científics Naturals Leopoldina, demanen un canvi de l’agricultura industrial d’alta intensitat energètica, operada i finançada actualment, a una agricultura ecològica a petita escala.
Altres crítics veuen perillós per a l'agricultura industrial que els productes agrícoles es posin al mateix nivell que les peces industrials que es fabriquen en la quantitat desitjada en una fàbrica en una cadena de muntatge o amb robots en qualsevol moment. Aquesta visió condueix inevitablement a treure el màxim profit de les matèries primeres, els recursos i la ramaderia.
També es critica l’orientació al mercat mundial, que sol associar-se a l’agricultura industrial, que posa en perill la seguretat alimentària, ja que augmenta la dependència dels països en desenvolupament de les fluctuacions de preus imprevisibles dels productes agrícoles que importen i exporten, mentre que la producció d’aliments bàsics a favor dels destinats a l'exportació.

## Agricultura sostenible
La idea i pràctica de l'agricultura sostenible ha sorgit com a resposta als problemes de l'agricultura industrial. L'agricultura sostenible integra tres objectius principals: gestió mediambiental, beneficis de granja i comunitats d'agricultura pròsperes. Aquests objectius han estat definits per una varietat de disciplines i es poden mirar des del punt de vista de l'agricultor o del consumidor.

### Mètodes d'agricultura ecològica
Els mètodes d'agricultura ecològica combinen alguns aspectes del coneixement científic i la tecnologia moderna molt limitada amb les pràctiques agrícoles tradicionals; acceptant alguns dels mètodes de l'agricultura industrial i rebutjant-ne d'altres. Els mètodes orgànics es basen en processos biològics naturals, que sovint tenen lloc durant llargs períodes, i un enfocament holístic; mentre que l'agricultura basada en productes químics se centra en efectes immediats i aïllats i en estratègies reduccionistes.
L'Aqüicultura Multitròfica Integrada és un exemple d'aquest enfocament holístic. L'Aqüicultura Multitròfica Integrada (IMTA) és una pràctica en la qual els subproductes (residus) d'una espècie es reciclen per convertir-se en inputs (fertilitzants, aliments) per a una altra. L'aqüicultura alimentada (per exemple, peix, gamba) es combina amb una aqüicultura extractiva inorgànica (per exemple, algues) i orgànica (per exemple, mariscos) per crear sistemes equilibrats per sostenibilitat ambiental (biomitigació), estabilitat econòmica (diversificació de productes i reducció de riscos) i acceptabilitat social (millors pràctiques de gestió).